# 小行星3734
小行星3734（英語：3734 Waland）是一颗围绕太阳公转的小行星。1960年10月17日，C. J. 万·豪敦、I. 万·豪敦-格勒内费尔德、T. 赫雷爾斯在帕洛马山发现了此天体。
这颗小行星的绝对星等为295.2965485694648等。